# Treago Castle
Treago Castle är ett slott i Storbritannien.   Det ligger i grevskapet Herefordshire och riksdelen England, i den södra delen av landet, 180 km väster om huvudstaden London. Treago Castle ligger 85 meter över havet.
Terrängen runt Treago Castle är platt åt nordost, men åt sydväst är den kuperad. Runt Treago Castle är det ganska tätbefolkat, med 96 invånare per kvadratkilometer. Närmaste större samhälle är Hereford, 16,3 km norr om Treago Castle. Trakten runt Treago Castle består i huvudsak av gräsmarker.